# Annelie Roswall Ljunggren
Annelie Aina Karin Rosvall Ljunggren, född 20 april 1964, är en svensk ämbetsman.
Annelie Roswall Ljunggren generalsekreterare för Folkbildningsförbundet 2011–2014 och statssekreterare i Finansdepartementet 2014–2018. Hon utsågs 2018 till generaldirektör och chef för Statskontoret.
Hon är gift med statsvetaren Stig-Björn Ljunggren.